# 大津諏訪神社

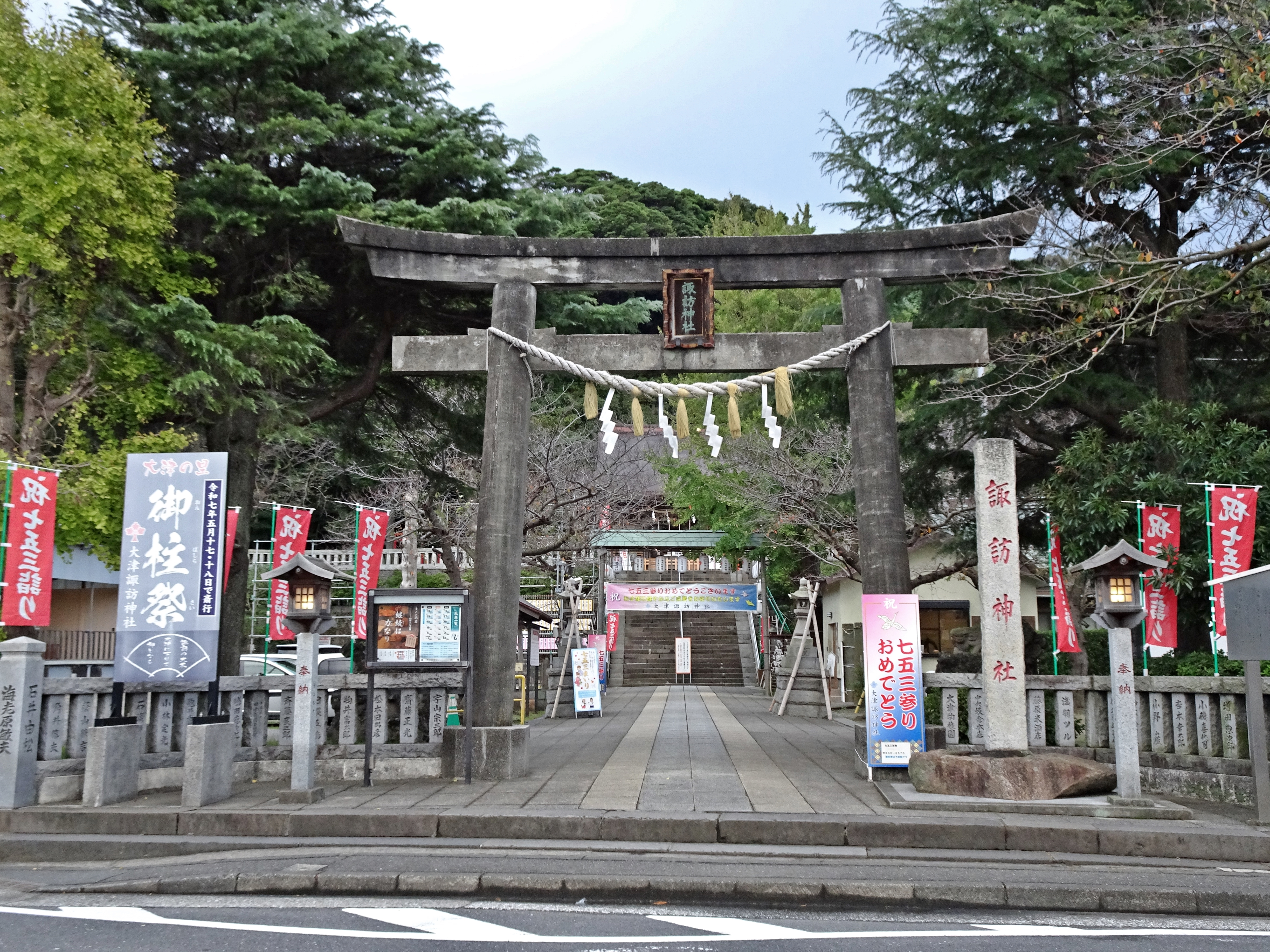
鳥居

大津諏訪神社（おおつすわじんじゃ）は、神奈川県横須賀市大津町にある神社。

## 概要
京急久里浜線の新大津駅の東方、また京急本線の京急大津駅の南方に鎮座している。
創建は824年（天長元年）、信濃国諏訪大社から勧請されたとされる。
1873年（明治6年）6月、村社に列格、1915年（大正4年）7月、神饌幣帛料供進神社に指定。

## 祭神
- 建御名方命

## 境内社
- 稲荷社
- 琴平社

## 祭事
- 1月1日 - 歳旦祭
- 3月春分 - 祈年祭
- 8月27日直近の土日 - 例大祭
- 11月23日 - 新嘗祭